# 蜡黄芋螺
蜡黄芋螺（学名：Conus quercinus），是新腹足目芋螺科芋螺属的一种。主要分布于马来西亚、印度尼西亚、台湾，常栖息在沿岸。